# 錦町 (大阪市)
錦町（にしきちょう）は、大阪府大阪市北区の町名。丁番を持たない単独町名である。

## 地理
大阪市北区東部に位置。北は池田町、南は天神橋5丁目、南はJR大阪環状線を挟んで天神橋4丁目、東は阪神高速11号池田線を挟んで天満橋に接する。
地内南側はJR大阪環状線の天満駅があり、地内北部は天満市場となっている。

## 歴史
元は西成郡川崎村と国分寺村のそれぞれ一部。
- 1889年（明治22年）4月1日 町村制施行により、西成郡川崎村、豊崎村大字国分寺となる。
- 1897年（明治30年）4月1日 大阪市へ編入され、北区川崎、豊崎大字国分寺となる。
- 1900年（明治33年） 天神橋筋東1 - 2丁目・天満橋筋西1 - 2丁目の町名に改編。
- 1924年（大正13年） 天神橋筋東1 - 2丁目・天満橋筋西1 - 2丁目のそれぞれ一部を北錦町・南錦町の町名に改編。
- 1978年（昭和53年） 錦町の現行町名に改編。
  - もと北錦町が錦町に概ね該当し、もと南錦町は天神橋4丁目の一部となった。

## 世帯数と人口
2019年（平成31年）3月31日現在の世帯数と人口は以下の通りである。
| 町丁 | 世帯数  | 人口  |
| ---- | ------- | ----- |
| 錦町 | 137世帯 | 201人 |

### 人口の変遷
国勢調査による人口の推移。
| 1995年（平成7年）  | 164人 | [ 5 ] |  |
| 2000年（平成12年） | 282人 | [ 6 ] |  |
| 2005年（平成17年） | 224人 | [ 7 ] |  |
| 2010年（平成22年） | 278人 | [ 8 ] |  |
| 2015年（平成27年） | 248人 | [ 9 ] |  |

### 世帯数の変遷
国勢調査による世帯数の推移。
| 1995年（平成7年）  | 95世帯  | [ 5 ] |  |
| 2000年（平成12年） | 214世帯 | [ 6 ] |  |
| 2005年（平成17年） | 162世帯 | [ 7 ] |  |
| 2010年（平成22年） | 206世帯 | [ 8 ] |  |
| 2015年（平成27年） | 175世帯 | [ 9 ] |  |

## 学区
市立小・中学校に通う場合、学区は以下の通りとなる。北区内の全ての市立中学校と、大阪市内の小中一貫校が対象で学校選択が可能（抽選を実施）。
| 番・番地等 | 小学校             | 中学校             |
| ---------- | ------------------ | ------------------ |
| 全域       | 大阪市立菅北小学校 | 大阪市立天満中学校 |

## 事業所
2016年（平成28年）現在の経済センサス調査による事業所数と従業員数は以下の通りである。
| 町丁 | 事業所数 | 従業員数 |
| ---- | -------- | -------- |
| 錦町 | 63事業所 | 792人    |

## 施設

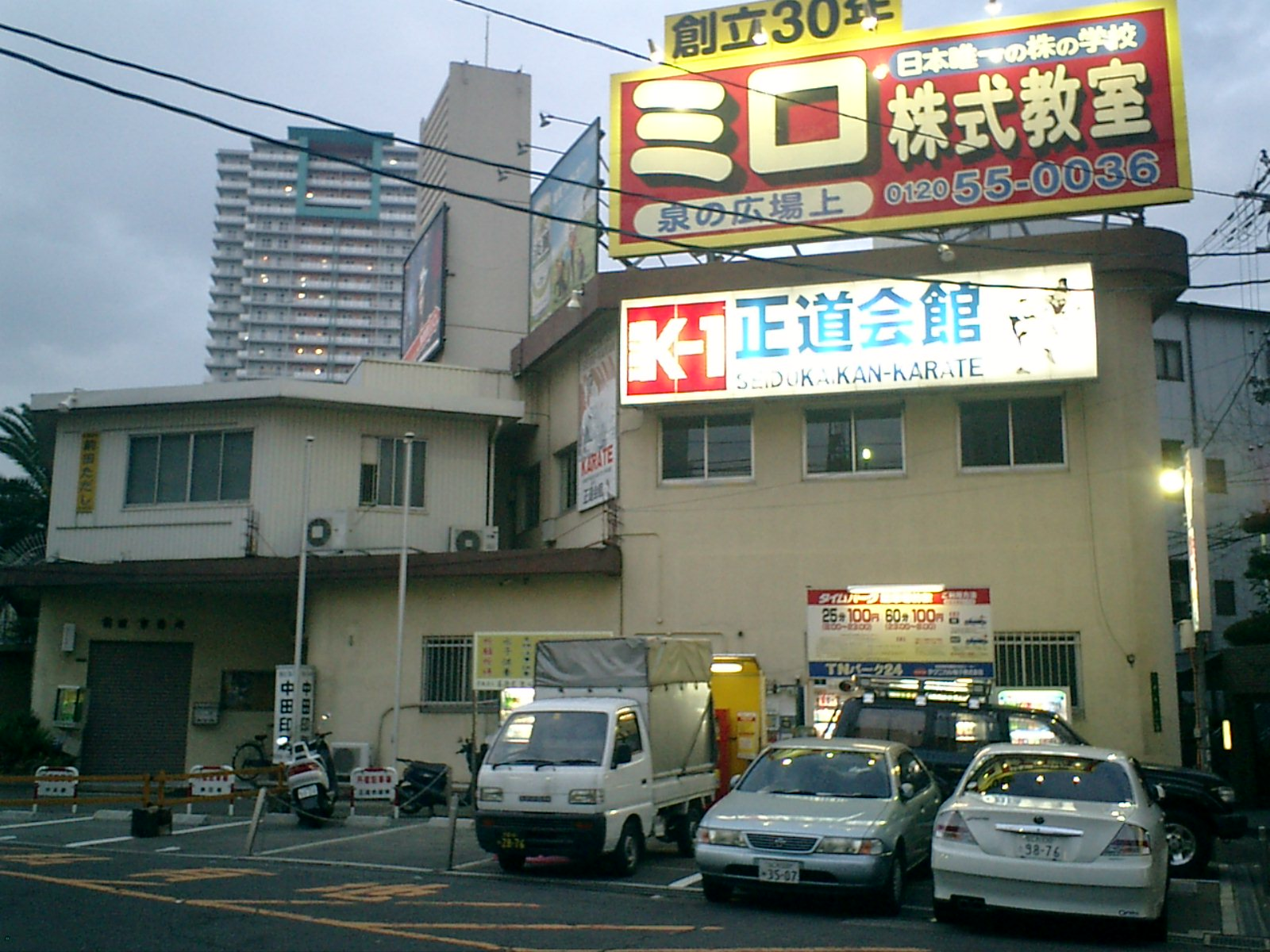
正道会館総本部

- 正道会館
- 国労大阪会館（国労会館）
- 天満駅前プラザ
- 大阪天満研修センター

## 交通

### 鉄道
- 西日本旅客鉄道
 大阪環状線 天満駅

### 道路
高速道路
- 阪神高速11号池田線

主要地方道
- 大阪府道30号大阪和泉泉南線（天満橋筋）

## その他

### 日本郵便
- 〒530-0034[3]（集配局：大阪北郵便局[12]）